# Jan Fijałkowski

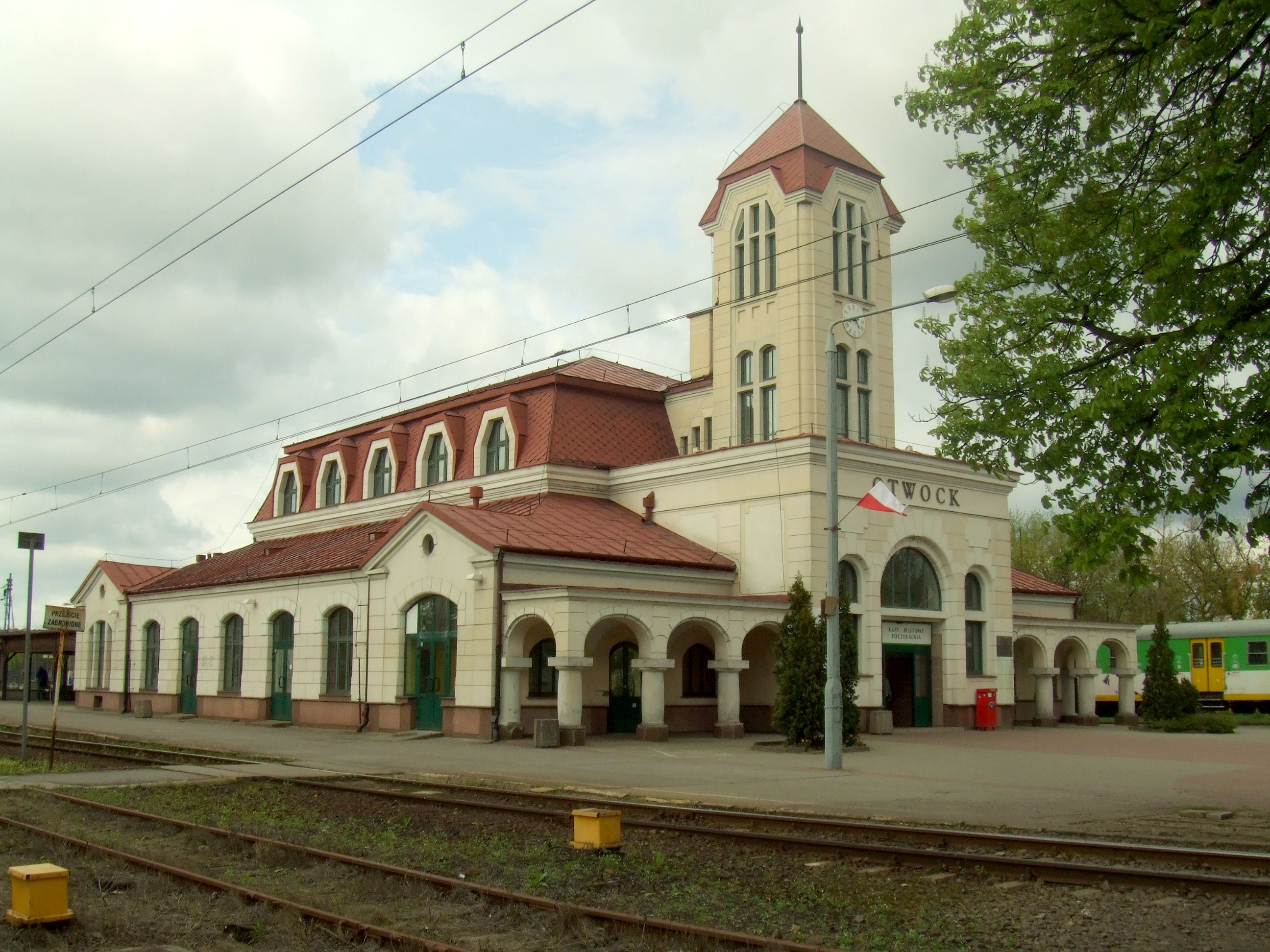
Budynek dworca kolejowego w Otwocku

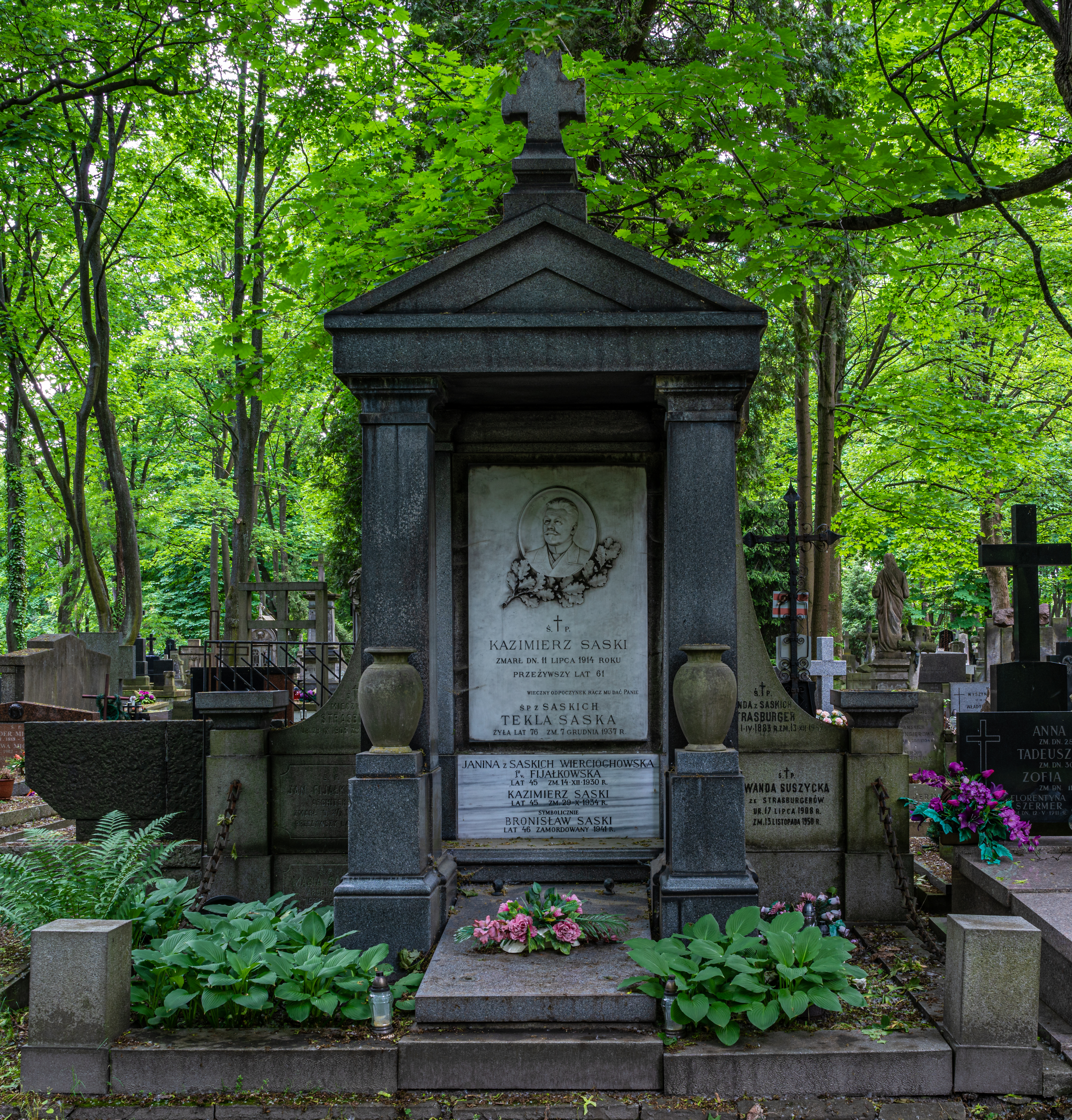
Grób Jana Fijałkowskiego na cmentarzu Powązkowskim

Jan Nepomucen Karol Fijałkowski (ur. 5 kwietnia 1871 we Włocławku, zm. 21 października 1919 w Warszawie) – polski architekt, inżynier cywilny.

## Życiorys
Syn Romana Fijałkowskiego, inżyniera i architekta z Włocławka i Walentyny z Rykowskich. Absolwent Gimnazjum Realnego w Łowiczu oraz Instytutu Inżynierów Cywilnych w Petersburgu, gdzie studiował w latach 1891-1896. Instytut ukończył ze złotym medalem. Przed I wojną światową członek Koła Architektów w Stowarzyszeniu Techników w Warszawie.
Najistotniejsze osiągnięcia to:
- Udział w projekcie konkursowym na Kościół Najświętszego Zbawiciela w Warszawie (II nagroda),
- Budowa gmachu Stowarzyszenia Techników Polskich przy ul. Czackiego w Warszawie (według nagrodzonego projektu konkursowego),
- Projekt elewacji gmachu sądu okręgowego w Piotrkowie Trybunalskim,
- Zrealizowany projekt budynku dworca kolejowego w Otwocku,
- Szereg kamienic w Warszawie, w tym narożny przy zbiegu ulic Polnej i Lwowskiej[1]

Żonaty od 1908 roku z Janiną-Teklą Saską, córką Kazimierza i Tekli Saskich. Miał jedną córkę. Pochowany na Starych Powązkach, w grobowcu Saskich (kw. 84-1-23/25).